# Хазард, Конор
Конор Уильям Хазард (англ. Conor William Hazard; род. 5 марта 1998, Даунпатрик) — североирландский футболист, вратарь клуба «Плимут Аргайл» и национальной сборной Северной Ирландии.

## Клубная карьера

### «Селтик»
Хазард начал свою молодёжную карьеру в «Клифтонвилле», а в июле 2014 года присоединился к «Селтику» .
В начале сезона 2017/18 Брендан Роджерс повысил Хазарда до основного состава «Селтика» в качестве третьего вратаря после Крейга Гордона и Доруса де Вриса. 8 сентября 2017 года Хазард подписал четырехлетний контракт с тогдашними чемпионами Шотландии.

#### Аренды
В январе 2018 года Хазард перешёл в аренду в шотландский клуб «Фалкирк». Он дебютировал на профессиональном уровне 6 февраля в матче против «Брикин Сити».
В январе 2019 года Хазард перешел в аренду в клуб «Партик Тисл». Он помог своей команде выйти в четвертьфинал Кубка Шотландии, сыграв вничью с «Харт оф Мидлотиан» в первом матче, где Хазард отразил пенальти, но «Патрик» уступил в ответной игре и вылетел из турнира.
В октябре 2019 года Хазард на правах аренды присоединился к «Данди», заменив вратаря стартового состава Джека Хэмилтона, который выбыл из-за удаления аппендикса. Хазард сыграл пять игр за «Данди», прежде чем в ноябре вернулся в «Селтик» после возвращения Хэмилтона. Произведя впечатление на менеджера «Данди» Джеймса Макпейка во время его короткого пребывания в клубе, Хазард вернулся к «тёмно-синим» в аренду на оставшуюся часть сезона в январе. Хазард снова занял стартовое место в феврале и пропустил только один гол в следующих шести играх, сыграв пять матчей на ноль подряд. Однако хороший результат Хазарда был прерван из-за пандемии COVID-19, в результате чего сезон был завершен в начале апреля 2020 года.

#### Сезон 2020/2021
Хазард дебютировал за «Селтик» 10 декабря 2020 года в матче Лиги Европы против французского «Лилля» (3:2). Ближе к концу игры он сделал хороший сейв против Исаака Лихаджи, лишив французов возможности сравнять счет. Три дня спустя Хазард дебютировал за «Селтик» в национальном чемпионате в победной игре против «Килмарнока» (2:0). Хазард был основным вратарём в финале Кубка Шотландии 2019/20 против «Харт оф Мидлотиан». В основное и в дополнительное время матч завершился ничейными результатами. «Селтик» выиграл финал в серии пенальти, а Хазард отразил два пенальти  от Стивена Кингсли и Крейга Уайтона . Впоследствии северноирландец пять раз выступал в шотландской Премьер-лиге из-за кризиса вратарей, в котором участвовали как игрок стартового состава Василис Баркас, так и его дублёр Скотт Бейн: один из факторов, которые стоили «Селтику» их десятого титула подряд. Титул взял их главный соперник — «Рейнджерс».

#### Сезон 2021/22
С начала сезона 2021/22, когда Анге Постекоглу был назначен новым менеджером «Селтика», Хазард оказался в конце списка вратарей (вместе с Баркасом), поскольку Джо Харт стал основным вратарём после его подписания, при этом Бейн был подтвержден в качестве дублёра, а Тоби Олувайеми был переведен в основную команду.
После пребывания в Глазго в течение первой части сезона, поскольку он несколько раз попадал в состав, 19 января 2022 года Хазард официально перешёл в аренду на оставшуюся часть года в финскую команду ХИК. Хазард дебютировал за столичный клуб в матче Кубка финской лиги против «Интера» (Турку).

### «Плимут Аргайл»
11 июля 2023 года Хазард присоединился к английскому клубу «Плимут Аргайл».

## Карьера за сборную
Хазард дебютировал за сборную Северной Ирландии до 19 лет 26 марта 2016 года в матче против  Нидерландов (0:1).
3 июня 2018 года дебютировал за национальную Северную Ирландию в товарищеском матче против Коста-Рики (0:3).

## Клубная статистика
| Клуб                 | Сезон      | Лига                   | Лига  | Лига | Кубок | Кубок | Кубок лиги | Кубок лиги | Другие | Другие | Итог  | Итог |
| Клуб                 | Сезон      | дивизион               | Матчи | Голы | Матчи | Голы  | Матчи      | Голы       | Матчи  | Голы   | Матчи | Голы |
| -------------------- | ---------- | ---------------------- | ----- | ---- | ----- | ----- | ---------- | ---------- | ------ | ------ | ----- | ---- |
| Селтик               | 2017/18    | Шотландский Премьершип | 0     | 0    | 0     | 0     | 0          | 0          | 0      | 0      | 0     | 0    |
| Селтик               | 2018/19    | Шотландский Премьершип | 0     | 0    | 0     | 0     | 0          | 0          | 0      | 0      | 0     | 0    |
| Селтик               | 2019/20    | Шотландский Премьершип | 0     | 0    | 1     | 0     | 0          | 0          | 0      | 0      | 1     | 0    |
| Селтик               | 2020/21    | Шотландский Премьершип | 5     | 0    | 0     | 0     | 0          | 0          | 1      | 0      | 6     | 0    |
| Селтик               | Итог       | Итог                   | 5     | 0    | 1     | 0     | 0          | 0          | 1      | 0      | 7     | 0    |
| Фалкирк (аренда)     | 2017/18    | Шотландский Премьершип | 11    | 0    | 1     | 0     | 0          | 0          | 0      | 0      | 12    | 0    |
| Партик Тисл (аренда) | 2018/19    | Шотландский Премьершип | 11    | 0    | 4     | 0     | 0          | 0          | 0      | 0      | 15    | 0    |
| Данди (аренда)       | 2019/20    | Шотландский Премьершип | 5     | 0    | 0     | 0     | 0          | 0          | 0      | 0      | 5     | 0    |
| Данди (аренда)       | 2019/20    | Шотландский Премьершип | 6     | 0    | 0     | 0     | 0          | 0          | 0      | 0      | 6     | 0    |
| ХИК (аренда)         | 2022       | Вейккауслига           | 24    | 0    | 0     | 0     | 1          | 0          | 14     | 0      | 39    | 0    |
| Плимут Аргайл        | 2023/24    | Чемпионшип             | 27    | 0    | 3     | 0     | 0          | 0          | 0      | 0      | 30    | 0    |
| Плимут Аргайл        | 2024/25    | Чемпионшип             | 4     | 0    | 0     | 0     | 1          | 0          | 0      | 0      | 5     | 0    |
| Плимут Аргайл        | Итог       | Итог                   | 31    | 0    | 3     | 0     | 1          | 0          | 0      | 0      | 35    | 0    |
| Общий итог           | Общий итог | Общий итог             | 93    | 0    | 9     | 0     | 2          | 0          | 15     | 0      | 119   | 0    |

1. ↑  Матч в Лиге Европы
2. ↑  Матчи в Лиге чемпионов и Лиге Европы

## Достижения

### «Селтик»
- Обладатель Кубка Шотландии: 2019/2020[18]

### ХИК
- Чемпион Финляндии: 2022